# Stigmina anacardii
Stigmina anacardii är en svampart som först beskrevs av Hans Sydow, och fick sitt nu gällande namn av M.B. Ellis 1959. Stigmina anacardii ingår i släktet Stigmina och familjen Mycosphaerellaceae.   Inga underarter finns listade i Catalogue of Life.